# Stelle regali
Le quattro stelle regali sarebbero state per gli antichi Persiani i punti celesti che quadripartivano il moto annuale del sole attorno alla terra ed erano considerati i quattro guardiani dei solstizi e degli equinozi. La notizia, però, sembra priva di sicure fondamenta perché basata su traduzioni inattendibili di eruditi settecenteschi.

## Origine
L'unico testo da cui proviene ogni informazione sulle "stelle regali" è un testo in lingua pahlavi, scritto dopo la conquista islamica e forse anche dopo l'anno mille, chiamato Bundahish, che corrisponde alla "Genesi" biblica nell'ambito del mazdeismo. Il suo contenuto, comunque, potrebbe essere basato su parti dell'Avestā oggi perdute. Nel brano (II, 4-8) si raccontano i preparativi con cui l'esercito celeste di Ahura Mazdā, guidato dalle dodici costellazioni dello Zodiaco e dalle ventotto case lunari, si prepara ad affrontare la guerra contro i sette pianeti creati da Angra Mainyu. In questo contesto vengono scelti fra le costellazioni i nomi di quattro capitani (non "guardiani"), attorno ai quali si radunano le schiere dei quattro "quadranti" celesti, delimitati dalle direzioni in cui sorge o tramonta il sole nei due solstizi.
I loro nomi in lingua Palhavi, i corrispondenti nomi nell'antico persiano dell'Avesta, le corrispondenti stelle o costellazioni e i relativi quadranti sono:
- Tishtar (Tishtrya) = Sirio, Est
- Sataves (Satasaeva) = Aquario, Sud
- Vanand (Vanant) = Antares, Ovest
- Haptokring (Haptoiringa) = Orsa Maggiore, Nord

Nel breve testo non si parla né di solstizi né di equinozi; le stelle o costellazioni sono quindi soltanto fra le più luminose e adatte a essere i leader dello schieramento nei quattro quadranti del cosmo. Il testo menziona anche una costellazione "capo dei capitani", che probabilmente è il Capricorno.
Quando Anquetil-Duperron tradusse l'Avesta per la prima volta in una lingua occidentale, il francese, (con una diversa traslitterazione dei nomi), egli identificò solo Sataves con l'Aquario e Vanand con Antares, la principale stella dello Scorpione. Il suo lavoro suscitò molto interesse e pochi anni dopo l'astronomo Jean Sylvain Bailly ipotizzò che gli altri tre nomi non potevano non corrispondere a stelle molto luminose poste più o meno a 90° e suoi multipli fra loro e con Antares, proponendo come certi i nomi di Aldebaran, Regulus e Fomalhaut. La scelta di Regulus (= "reuccio") indusse due decenni dopo Charles Francois Dupuis a chiamare tutto il quartetto "stelle regali dei persiani", completando l'infondata versione corrente, oggi concordemente riportata per passa-parola anche da fonti usualmente attendibili.

## La "vulgata" astrologica corrente
Sono oggi chiamate stelle regali:
- Antares della costellazione dello Scorpione, guardiano dell'equinozio d'autunno
- Aldebaran della costellazione del Toro, guardiano dell'equinozio di primavera
- Regolo della costellazione del Leone, guardiano del solstizio d'estate
- Fomalhaut della costellazione del pesce australe, guardiano del solstizio d'inverno

Quest'ultima è l'unica stella a non rientrare in una costellazione zodiacale odierna. Anticamente, però, essa faceva parte anche dell'Aquario. Fomalhaut, infatti, è la bocca del Pesce Australe, intento a bere l'acqua versata dalla brocca dell'Aquario. Per questo motivo Claudio Tolomeo lo considerò appartenente a entrambe le costellazioni.
Fomalhaut, quindi, definisce il IV punto dell'eclittica solare in approssimata opposizione rispetto alla costellazione zodiacale del Leone. In questo modo le quattro stelle si vengono a trovare nella II, V, VIII e XI posizione nello zodiaco dividendo il moto apparente del sole in 4 gruppi di 3 costellazioni ciascuna.
Pesci-Ariete-Toro----Gemelli-Cancro-Leone----Vergine-Bilancia-Scorpione----Sagittario-Capricorno-Aquario

## Archeoastronomia
L'assegnazione delle "stelle regali" a un quadrante del cielo costituisce un rimando all'Era del Toro, il periodo fra il 4000 e il 2000 a.C. circa.